# Bab Boudir
Bab Boudir è un centro abitato e comune rurale del Marocco situato nella provincia di Taza, regione di Fès-Meknès. Nel 2014 conta una popolazione di 5 082 abitanti. 
La grotta di Friouato, scavata nel calcare del Lias e sviluppata a fini turistici, si trova nel comune di Bab Boudir.